# دهه ۱۱۰ (پیش از میلاد)
دهه ۱۱۰ (پیش از میلاد) یازدهمین دهه قبل از مبدا شروع تقویم میلادی است.